# Josef Strasser (Politiker, 1870)
Josef Strasser (geboren 11. September 1870 in Krakau, Österreich-Ungarn; gestorben 15. Oktober 1935 in Wien) war ein sozialistischer Politiker, Journalist und marxistischer Theoretiker im Habsburgerstaat und in der ersten Republik.

## Leben
Josef Strasser wurde als Sohn eines Bahnangestellten und einer Reinigungsfrau geboren und absolvierte trotz permanenter Geldnot das humanistische Gymnasium in Wien. In die Schulzeit fielen auch erste politische Gehversuche, welche schließlich in ein intensives Engagement im Rahmen der sozialistischen Arbeiterbewegung mündeten. Während des Jurastudiums in Wien und Zürich (es blieb schließlich unvollendet) wurde Strasser zunächst externer Mitarbeiter der Arbeiter-Zeitung. 1898 heiratete Strasser Nadja Ramm, der Sohn Alex kam zur Welt. 1901 avancierte Strasser zum Chefredakteur des sozialdemokratischen Blatts Freigeist in Reichenberg und entwickelte sich zu einer zentralen Figur der deutschböhmischen Sozialdemokratie. Am 17. September 1906 wurde die Ehe der Strassers in Wien geschieden. Bereits vor 1914 kritisierte Strasser nationale und nationalistische Tendenzen auch parteiintern; die als Reichenberger Linke geltende Opposition in der deutschösterreichischen Sozialdemokratie war theoretisch und praktisch maßgeblich durch ihn geprägt. 1912 heiratete er die Schriftstellerin Isadora von Schwartzkoppen. 1917 wurde Strassers Sohn, Peter Strasser, geboren. Noch vor Kriegsausbruch übersiedelte Strasser allerdings nach Wien, wo der Kritiker jeglicher Burgfriedenspolitik der Parteiführung keine zentrale Rolle in der Sozialdemokratie mehr einnahm. Strasser trat schließlich 1919 der Kommunistischen Partei Österreichs bei und übernahm dort – mit Unterbrechungen – bis 1929 die Leitung der Parteipresse. Im Zuge der stalinistischen Säuberungswellen schließlich kaltgestellt, wenn auch nicht ausgeschlossen, starb Strasser 1935 in politischer und menschlicher Isolation.

## Leistungen
Der Höhepunkt seiner praktischen und theoretischen Leistungen fällt in die „Reichenberger Periode“; also im Wesentlichen in das erste Jahrzehnt des 20. Jahrhunderts. Unter Strassers Führung wird Reichenberg, die Wiege der (deutsch-)österreichischen Sozialdemokratie, erneut zu einem wesentlichen Organisationszentrum der sozialistischen Bewegung der Monarchie. Trotz schwelender „nationaler“ Auseinandersetzungen zwischen der Wiener und der Prager Parteizentrale und heftiger externer Angriffe durch deutschnationale Gegner, gelingt es hier ebenso vergleichsweise konsequent die gemeinsamen „sozialen“ Fragen in den Vordergrund zu stellen. Strasser schrieb: „Für den klassenbewussten Proletarier ist der Proletarier das Maß aller Dinge, nicht der deutsche, der Katholik usw.“
In diesem Umfeld entstanden auch Strassers theoretische Beiträge, die sich nicht nur gegen tschechische Autonomiebestrebungen in der Bewegung, sondern besonders scharf gegen deutschnationale Tendenzen in der deutschösterreichischen Sozialdemokratie – wie sie Leuthner, Hartmann, aber auch Otto Bauer vertraten – richteten. Strasser gehörte ebenso wie Rosa Luxemburg und Anton Pannekoek (dessen Schrift Klassenkampf und Nation 1912 von Strasser in Reichenberg herausgegeben wurde) zu einer spezifischen linken Minderheit in der internationalen sozialistischen (Vorkriegs-)Bewegung, welche das Selbstbestimmungsrecht der Völker ablehnte und das unbedingte Primat des Klasseninteresses in der Behandlung der Nationalen Frage betonte. Nationen würden sich, so Strasser, nach dem Übergang vom Kapitalismus zum Sozialismus in einem allgemeinen Assimilationsprozess auflösen.

## Schriften
- Der Arbeiter und die Nation. Verlag von Runge & Co., Reichenberg 1912 (Neuausgabe: Junius, Wien 1982). (eine Sammlung seiner wichtigsten Aufsätze und Schriften)